# Aaron Neville
Aaron Neville (ur. 24 stycznia 1941 w Nowym Orleanie) – amerykański piosenkarz soul/R&B. Członek grupy The Neville Brothers. W karierze solowej jego największymi sukcesami były single „Tell It Like It Is” z 1966 roku oraz „Don't Know Much” i „All My Life” z 1989 roku (obydwa w duecie z Lindą Ronstadt). Piosenkarz wyróżnia się charakterystycznym stylem śpiewu – jak sam twierdzi – wzorowanym na jodłowaniu.